# طريفة (الريف الشرقي)
طريفة (بالفارسية: طریفه) هي منطقة سكنية تقع في إيران في قسم الريف الشرقي الريفي.